# Pierre Van De Velde
Pierre Van de Velde (Lovendegem, 15 maggio 1889 – Knokke, 16 dicembre 1977) è stato un ciclista su strada e pistard belga.
Vinse il Kampioenschap van Vlaanderen 1921 e la Sei giorni di Londra 1923; nel 1914 fu terzo al Giro delle Fiandre e settimo alla Parigi-Roubaix.

## Palmares

### Strada
- 1921 (Individuale, una vittoria)

Kampioenschap van Vlaanderen

#### Altri successi
- 1912 (Individuale)

Lovendegem (criterium)
Vinkt (criterium)
Harelbeke (criterium)
Waregem (criterium)
- 1913 (Individuale)

Merendree (criterium)
Saint-Servais (criterium)

### Pista
- 1923

Sei giorni di Londra (con Alois Persijn)

## Piazzamenti

### Grandi giri
- Tour de France

1913: ritirato (3ª tappa)

### Classiche monumento
- Giro delle Fiandre

1914: 3º
- Parigi-Roubaix

1911: 22º
1912: 14º
1913: 53º
1914: 7º